# After Burner II
After Burner II è un videogioco arcade di combattimento aereo prodotto dalla Sega nel tardo 1987, seguito di After Burner. Pubblicato lo stesso anno del predecessore, After Burner II non è un vero e proprio sequel, bensì una versione riveduta e corretta dotata di piccole aggiunte e di alcuni miglioramenti, tra i più evidenti l'aggiunta di una manetta per regolare la velocità dell'aereo.
A partire dal 1988 è stato convertito per molte piattaforme domestiche, sia console che home computer. Molte di queste edizioni hanno il titolo di copertina After Burner, a volte riportato anche come Afterburner; di solito però hanno caratteristiche proprie di After Burner II come la velocità regolabile, mentre il "II" viene mostrato a video dopo la scritta After Burner, con un'animazione fatta di palline colorate, in modo simile alla versione arcade.
La versione per Sega 32X è anche intitolata After Burner Complete.
La versione per Nintendo 3DS è intitolata 3D After Burner II.

## Modalità di gioco
Si tratta di uno sparatutto in cui il giocatore controlla un F-14 Tomcat tramite una cloche, dotata di un grilletto per sparare con i cannoncini frontali e di un pulsante per lanciare i missili, e una manetta per la regolazione della velocità. Il puntamento dei missili è automatico, basta lanciarli quando appare un bersaglio in un quadrato. Il numero di missili a disposizione è limitato: vengono ricaricati a bordo durante il rifornimento in volo.
Il gioco è inquadrato da una visuale simil-3D alle spalle del velivolo. L'azione si svolge pilotando il velivolo, cercando di distruggere quanti più mezzi, velivoli e installazioni possibili e schivando il fuoco nemico. Su un radar viene visualizzata la posizione dei nemici, mediante dei simboli che identificano il tipo di bersaglio. Se l'aeroplano del giocatore è inseguito da un missile a ricerca, è possibile eseguire una manovra evasiva, capovolgendo il velivolo (tonneau). La versione arcade è dotata di indicatori luminosi di pericolo sopra lo schermo quando si ha un nemico in coda.

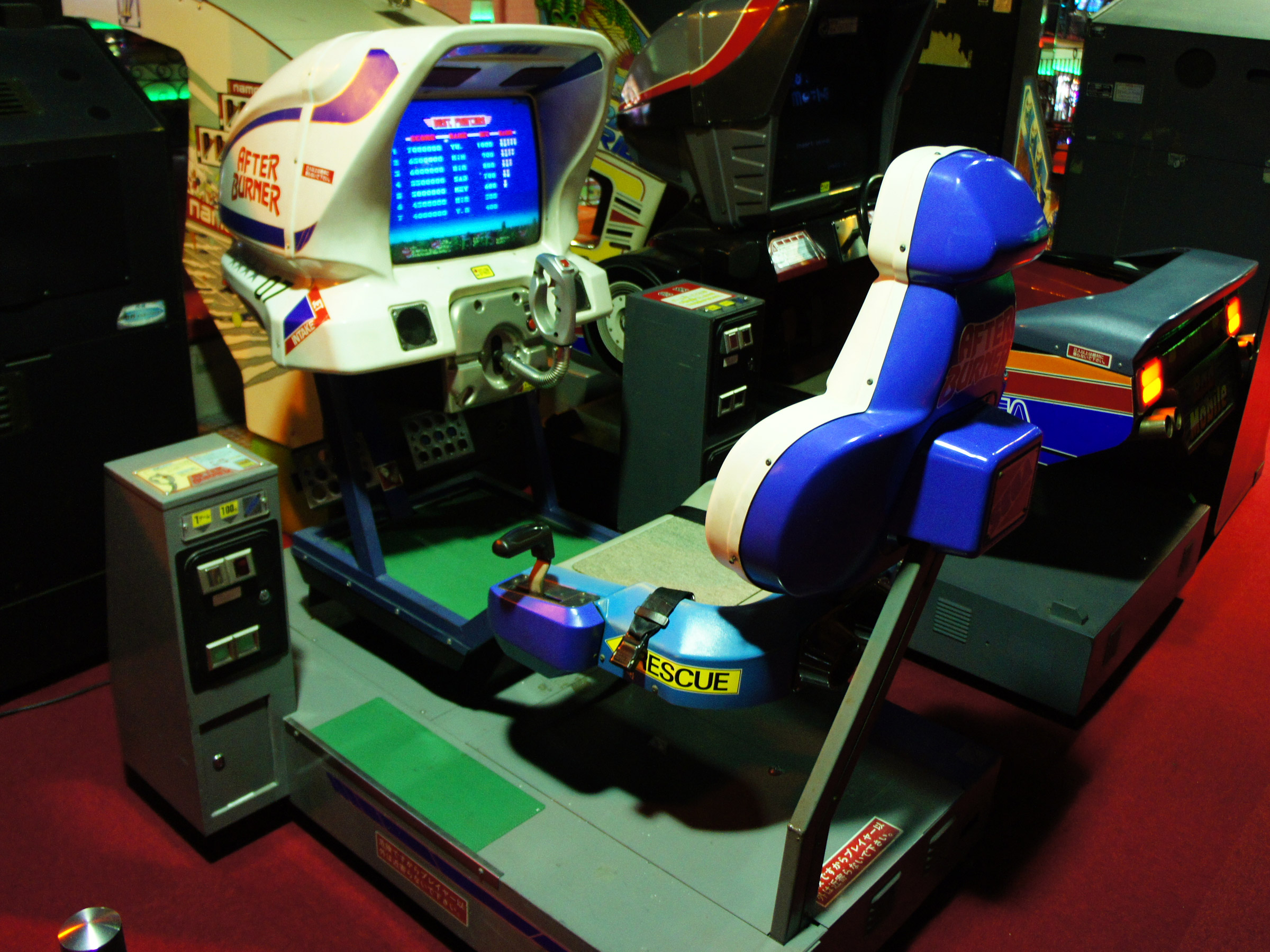
Cabinato in versione single cradle con seduta scoperta

Il cabinato arcade fu prodotto in varie versioni: verticale oppure con abitacolo coperto, quest'ultimo in grado di inclinarsi fisicamente avanti/indietro e di lato, come per il primo After Burner, nonché una intermedia con abitacolo scoperto, in grado di inclinarsi soltanto di lato.

### Differenze conAfter Burner
After Burner II, rispetto alla prima versione, aumentò il numero di livelli da 18 a 22, più un 23º livello che è solo un'animazione automatica di atterraggio. Furono aggiunti più nemici, e gli fu data la capacità di inseguire l'aereo del giocatore mettendoglisi in coda. L'introduzione della manetta permette al giocatore di regolare la velocità dell'aereo; ad esempio può essere conveniente rallentare per far sì che gli inseguitori in coda passino oltre. Le scene di rifornimento oltre che in volo sono presenti anche con atterraggio. La musica venne modificata leggermente. I missili si possono lanciare con maggiore frequenza, questo insieme ad altri ritocchi mirava a rendere il gioco un po' più facile.

## Conversioni
Le numerose conversioni domestiche vennero realizzate da diversi sviluppatori e pubblicate dalla stessa Sega e da diversi altri editori.
Per le piattaforme meno avanzate, rendere adeguatamente un titolo della complessità tecnica di After Burner II era un'impresa difficile.
Spesso le conversioni sono comparate anche con quella per Master System (Sega 1987), che però derivò direttamente dal primo After Burner (ed è trattata alla relativa voce).
Le edizioni europee per home computer (Amiga, Amstrad CPC, Atari ST, Commodore 64, MSX, ZX Spectrum, tutte copyright 1988) furono pubblicate dalla filiale britannica della Activision.
L'azienda acquistò i diritti sul gioco per una cifra stimata tra 100.000-250.000 £, probabilmente più verso i 250.
Lo sviluppo delle varie versioni fu assegnato ad autori sia interni sia esterni, ma era sempre Activision UK a fornire la grafica da utilizzare. Argonaut Software, allora nota per Starglider, sviluppò quelle per Amiga e Atari ST, quasi uguali tra loro. Secondo l'allora responsabile del progetto, le grafiche piuttosto grandi richieste li misero in difficoltà, mentre il parlato digitale fu anche aumentato rispetto all'arcade. Nel complesso i risultati furono poco soddisfacenti.
In Nordamerica vennero successivamente pubblicate da Sega versioni completamente indipendenti e differenti per Amiga e Commodore 64, oltre che per MS-DOS (tutte 1989). La differenza più immediata con quelle dell'Activision è che l'azione è a tutto schermo come nell'arcade, senza cornice informativa attorno.
Secondo uno degli autori, il programma fu fatto completamente riscrivere perché quello dell'Activision era mal riuscito, e ci vollero 6 mesi.
Sebbene anche le versioni Amiga e Commodore 64 americane mostrino il "II" nell'introduzione, sono derivate in parte da After Burner per Master System: non hanno la regolazione della velocità e hanno gli scontri con gli aerei boss.
Anche per la console Nintendo Entertainment System uscirono due versioni, quella americana della Tengen e quella per il Famicom giapponese della Sunsoft (entrambe 1989), sebbene molto simili; quella giapponese era leggermente migliorata, con meno sfarfallio e cambiamenti nei colori e nella musica.
Versioni che si avvicinavano di più all'originale uscirono per FM Towns (1989), Sharp X68000 (1989), PC Engine (1990) e Sega Mega Drive (1990).
La conversione per Sega 32X (1995) fu la prima a eguagliare finalmente la qualità grafica dell'arcade, sebbene con frame rate dimezzato. Il titolo di copertina giapponese ed europeo è After Burner Complete.
Con la successiva versione per Sega Saturn (1997) si ottenne effettivamente un arcade perfect. Questa versione uscì in Giappone come titolo della collana Sega Ages, mentre in Occidente fu riunito con altri giochi nella raccolta Sega Ages Volume 1.
La versione arcade emulata è giocabile all'interno del videogioco Shenmue II (2001) per Dreamcast e Xbox.
In Sega Ages 2500 Vol. 10 (2004) per PlayStation 2 il gioco fu ricreato con grafica poligonale.
Una versione per cellulari J2ME è uscita nel 2006.
Per Nintendo 3DS è uscito 3D After Burner II (2013), che riproduce fedelmente le grafiche originali, con qualche innovazione tra cui la possibilità di simulare le oscillazioni dei vari tipi di cabinati originali.